# Санкт-Мариубург
«Санкт-Мариубург» (словослияние: Санкт-Петербург + Мариуполь) — 162-й эпизод мультсериала «Масяня», вышедший 13 июля 2022 года. Сценарий основан на событиях российского вторжения на Украину. Содержит призыв к сочувствию мирному населению Украины. По словам автора, фильм адресован россиянам, поддерживающим войну на Украине.
23 июля 2022 года серия была удалена с YouTube из-за жалобы на копирайт, поступившей от московского фотографа Игоря Соболева, который посчитал, что Исаакиевский собор был срисован с его личной фотографии. Несмотря на это, вскоре эпизод стал снова доступен для просмотра. По состоянию на апрель 2024 года серия набрала свыше 6.1 млн просмотров, более 437 тыс. лайков и около 57 тыс. комментариев.

## Сюжет
Мультфильм повествует о Санкт-Петербурге, объявленным побратимом Мариуполя после его уничтожения российской армией.
Хрюндель будит Масяню в 4 часа утра известием о нападении Китая на Россию. На улице гремят взрывы бомб и ракет, семья Масяни прячется в подвале вместе с другими жильцами. После того как обстрел прекратился, они делают попытку выехать из города в «спокойное место» на Украине. Попытка не удаётся, и семья прячется на станции петербургского метро «Автово», превращенной в бомбоубежище.
Выступающий в новостях китайский лидер обвиняет русских в фашизме, демонстрируя видео с «Русских маршей», и обещает их освободить, также советуя тем временем учить китайский язык. Бомбы и ракеты разрушают Исаакиевский собор, Дворцовую площадь, Зимний дворец, Ростральную колонну, большинство объектов культурного наследия России в целом. Из-за нехватки продовольствия и воды Масяне с семьёй приходится вернуться в свою квартиру, но попадание ракеты вблизи дома вновь вынуждает их спуститься в подвал. Хрюндель готовит еду на костре вблизи дома, Масяня выходит ему на помощь. В это время раздается взрыв, Масяня и Хрюндель убиты. Чучуня умирает. Лохматого застрелил снайпер.
Последним в живых остаётся Дядя-Бадя. Он рисует в тетради историю гибели семьи, заключая её словами: «Остался один Бадя». Позже от гранаты погибает и он.
В этот момент Масяня просыпается, всё оказалось кошмарным сном, навеянным новостями с Украины. Обращаясь к зрителям, Масяня объясняет, что означает слово эмпатия, и призывает их к сочувствию к страданиям жителей Украины.

## Отзывы, рецензии и критика
Серия была отмечена мировыми СМИ (в частности британскими, польскими, израильскими, латвийскими, эстонскими).
Режиссёр и кинопродюсер Виталий Манский отмечает, что серия помогает поставить себя на место страдающего украинского населения, являясь первым опытом мультипликации в этом направлении. Доктор философских наук, социолог Лев Гудков также отмечает, что искусство в данном эпизоде должно помочь человеку побывать на месте другого и прочувствовать всё, что чувствуют мирные люди под бомбежками и обстрелами.
По мнению радио «Свобода», серия затрагивает следующие вопросы:
- Правда ли, что большинство населения России поддерживает войну и готово к её продолжению?
- Как на самом деле выглядит и меняется картина реакции на вторжение в Украину с 24 февраля?
- Конформизм, политическая инфантильность, выученная беспомощность, отсутствие эмпатии.

### Комментарии
1. ↑  Аллюзия на время начала Великой Отечественной войны
2. ↑  Аллюзия на утверждение российской пропаганды о власти нацистов на Украине[5]
3. ↑  Аллюзия на блокадный дневник Тани Савичевой: «Савичевы умерли», «Умерли все», «Осталась одна Таня»